# La carga de los valientes
Pour plus de détails, voir Fiche technique et Distribution.
La carga de los valientes est un film argentin réalisé par Adelqui Migliar, sorti en 1940.
Produit pendant la période de l'âge d'or du cinéma argentin, c'est un des films les plus coûteux de l'époque. Il décrit la défense de la ville de Carmen de Patagones en 1827 pendant la Guerre de Cisplatine contre les forces brésiliennes,.

## Fiche technique
- Titre : La carga de los valientes
- Réalisation : Adelqui Migliar
- Scénario : Belisario García Villar
- Musique : Lucio Demare
- Photographie : Gumer Barreiros
- Montage : Gerardo Rinaldi
- Décors : Ralph Pappier
- Production : Pampa Film
- Pays :  Argentine
- Genre : Drame
- Durée : 80 minutes
- Date de sortie : 12 juin 1940[4].

## Distribution
- Santiago Arrieta
- Domingo Sapelli
- Anita Jordán
- Froilán Varela
- Juan Sarcione
- Roberto Fugazot
- Carlos Fioriti
- Eduardo Trino
- Blanca Orgaz
- Amalia Bernabé
- Alberto Terrones
- Toti Muñoz
- Eva Duarte
- Nelo Cosimi
- Néstor Deval
- Rafael Smurro
- Héctor Torres
- René Mugica
- Roberto Velázquez
- Joaquín Larrazábal
- Ricardo de Rosas